# Maria Patkowska-Kruczałowa
Maria Joanna Patkowska-Kruczałowa ps. „Janowska”, „Maria” (ur. 19 kwietnia 1918 w Krakowie, zm. 21 maja 2013) – polska doktor medycyny, długoletnia kierownik wydziału w Wytwórni Surowic i Szczepionek w Krakowie.

## Życiorys
Córka Józefa Stanisława (1887-1942) i Marii z domu Meyr (1891-1986). W czasie II wojny światowej członek Armii Krajowej (nr legitymacji AK 21531), uczestniczka powstania warszawskiego w ramach II Obwód „Żywiciel” na Żoliborzu. Pielęgniarka w punkcie opatrunkowym nr 104 ul. Czarnieckiego 49, rozwiniętym następnie w szpital na Forcie Sokolnickiego.
Pracę doktorską obroniła na  Akademii Medycznej w Krakowie w 1964 roku.
Pochowana 27 maja 2013 na cmentarzu Rakowickim w Krakowie.

## Odznaczenia
- Krzyż Kawalerski Orderu Odrodzenia Polski
- Krzyż Armii Krajowej
- Warszawski Krzyż Powstańczy
- Odznaka „Za wzorową pracę w służbie zdrowia”